# هر کسی جز تو
هرکسی جز تو (انگلیسی: Anyone but You) یک فیلم کمدی رمانتیک آمریکایی سال ۲۰۲۳ با بازی سیدنی سوئینی و گلن پاول است. این فیلم توسط ویل گلوک کارگردانی شده و به همراه ایلانا ولپرت نویسندگی آن را بر عهده داشته و فیلمنامه بر پایه هیاهوی بسیار برای هیچ اثر ویلیام شکسپیر است. بازیگران الکساندرا شیپ، میشل هارد، درموت مالرونی و ریچل گریفیتس نیز در این فیلم ایفای نقش کردند.
هرکسی جز تو در ۲۲ دسامبر ۲۰۲۳ توسط گروه سینمایی سونی پیکچرز در ایالات متحده منتشر شد. این فیلم نقدهای گوناگونی از منتقدان دریافت کرد و بیش از ۱۷۰ میلیون دلار در گیشه فروش داشت، در حالی که بودجهٔ ساخت آن ۲۵ میلیون دلار بود.

## داستان
بئا، دانشجوی حقوق در دانشگاه بوستون، در یک کافه با بن، کارمند گلدمن ساکس، آشنا می‌شود. آن دو فوراً با هم ارتباط برقرار می‌کنند و تمام روز را با یکدیگر می‌گذرانند، و در نهایت روی کاناپهٔ بن به خواب می‌روند. بئا صبح زود بی‌آن‌که بن را بیدار کند، خانه را ترک می‌کند، اما خیلی زود پشیمان شده و بازمی‌گردد. با این حال، وقتی به خانه می‌رسد، صدای صحبت بن با دوستش پیت را می‌شنود که در آن، بن با لحنی تحقیرآمیز از بئا یاد می‌کند. بئا که نمی‌داند بن از ناپدید شدن ناگهانی او عمیقاً ناراحت شده، دوباره خانه را ترک می‌کند.
شش ماه بعد، بئا و بن دوباره با یکدیگر برخورد می‌کنند؛ چراکه خواهر بئا، «هالی»، با خواهر پیت، «کلودیا»، وارد رابطه شده است. آن دو نسبت به یکدیگر سرد رفتار می‌کنند و هرکدام دیگری را مقصر پایان ناخوشایند ملاقات قبلی‌شان می‌دانند. پس از مدتی، هالی و کلودیا نامزد می‌شوند و تصمیم می‌گیرند مراسم ازدواجشان را در سیدنی برگزار کنند.
بئا، که به‌تازگی از نامزدش «جاناتان» جدا شده و به‌طور پنهانی ترک تحصیل کرده، با ناراحتی درمی‌یابد که بن نیز در همان پرواز به سیدنی است و هر دو در خانهٔ خانوادهٔ کلودیا و پیت اقامت خواهند داشت. تنش میان آن دو، دیگر اعضای مهمانان عروسی را آزرده می‌کند، به‌ویژه آن‌که حضور نامزدهای سابق بئا و بن، یعنی جاناتان و «مارگارت»، شرایط را پیچیده‌تر می‌سازد.
حاضران در مراسم نقشه‌ای می‌کشند تا بئا و بن را به هم نزدیک کنند تا عروسی به آرامی برگزار شود. بئا متوجه نقشه می‌شود و با بن توافق می‌کند که وانمود کنند با هم رابطه دارند، تا هم مارگارت را حسود کنند و هم پدر و مادر بئا را از وادار کردن او به آشتی با جاناتان بازدارند. آن دو تلاش می‌کنند با نمایش‌های عمومی محبت، رابطهٔ جعلی را واقعی جلوه دهند.
در جریان مهمانی‌ای روی قایق، بئا و بن با هم می‌رقصند و صحنه‌ای از فیلم تایتانیک را بازسازی می‌کنند که با افتادن بئا به بندر سیدنی پایان می‌یابد. بن به آب می‌پرد تا نجاتش دهد؛ در حالی‌که منتظر نجات هستند و بر روی یک شناوه نشسته‌اند، بئا به بن می‌گوید که از تحصیل در رشتهٔ حقوق انصراف داده است. آن دو در مورد سوءتفاهم صبح روز پس از آشنایی‌شان گفت‌وگو می‌کنند و قرار می‌گذارند که با هم از خانه اپرای سیدنی بازدید کنند. آن شب به خانه بازمی‌گردند و با یکدیگر رابطه برقرار می‌کنند. اما وقتی بئا با بی‌تفاوتی می‌گوید که تمام کارهای اخیرش اشتباه بوده، بن ناامید شده و خانه را ترک می‌کند.
صبح روز عروسی، بن به‌طور غیرمستقیم موضوع انصراف بئا از دانشگاه را به والدینش می‌گوید و باعث می‌شود که بئا احساس خیانت کند. بئا و بن سپس برای دیگران افشا می‌کنند که رابطه‌شان ساختگی بوده است. پس از آن‌که بن جر و بحث میان هالی و کلودیا را می‌شنود، بئا را قانع می‌کند که برای آرام نگه‌داشتن فضا در مراسم، وانمود به آشتی کند. مراسم به‌خوبی برگزار می‌شود، اما بئا با دیدن صحنهٔ بوسهٔ مارگارت با بن، با چشمانی اشک‌آلود مراسم را ترک کرده و به خانهٔ اپرا می‌رود. اما بن مارگارت را رد کرده و به او می‌گوید که دیگر احساسی به او ندارد. مهمانان عروسی، بن را قانع می‌کنند که به دنبال بئا برود؛ بن از صخره‌ای به اقیانوس آرام می‌پرد و از بالگرد نجات می‌خواهد که او را به خانهٔ اپرا برساند.
بن به بئا می‌گوید که به‌خاطر ترس از تکرار یک حسرت دیگر، او را ترک کرده، و بئا در پاسخ می‌گوید که شب بودن با او، نخستین کاری بود که در مدت‌ها از انجامش پشیمان نبوده است. آن‌ها آشتی می‌کنند و به جشن بازمی‌گردند، جایی که هالی و کلودیا فاش می‌کنند جر و بحث‌شان ساختگی و برای نزدیک کردن آن دو بوده است. در همین حین، جاناتان و مارگارت نیز با یکدیگر وارد رابطه می‌شوند.

## انتشار
این فیلم در ۲۲ دسامبر ۲۰۲۳ توسط گروه سینمایی سونی پیکچرز در ایالات متحده و کانادا منتشر شد.

## بازخورد

### گیشه
تا ۲۵ فوریه ۲۰۲۴، هر کسی جز تو ۸۷ میلیون دلار در ایالات متحده و کانادا، و ۱۱۲٫۸ میلیون دلار در سایر مناطق فروش داشته، یعنی در مجموع ۱۹۹٫۸ میلیون دلار در سراسر جهان به دست آورده‌است.
در ایالات متحده و کانادا، هر کسی جز تو در کنار مهاجرت، آکوامن و پادشاهی گم‌شده، و پنجه آهنین اکران شد و پیش‌بینی می‌شد در آخر هفته افتتاحیه چهار روزه‌اش حدود ۷ میلیون دلار از ۳٫۰۵۵ سینما به دست آورد. این فیلم در روز نخست اکران ۳٫۵ میلیون دلار از جمله ۱٫۲ میلیون دلار از پیش نمایش‌های پنجشنبه شب به دست آورد و با فروش ۶٫۳ میلیون دلاری آغاز به کار کرد و در گیشه چهارم شد. در آخر هفته دوم، فیلم ۸٫۸ میلیون دلار فروش کرد و در گیشه پنجم شد. در سومین آخر هفته خود، فیلم ۹٫۵ میلیون دلار (افزایش ۹٪) به دست آورد، و دوباره پنجم شد، و هفتهٔ بعدی ۷٫۱ میلیون دلار فروش کرد و در رتبه چهارم قرار گرفت.

### بازخورد منتقدان
در وبگاه جمع‌آوری نقد راتن تومیتوز، ٪۵۳ از ۸۹ بررسی منتقدان مثبت است، و میانگینِ امتیاز آن ۵٫۵/۱۰ است. اجماع این وبگاه چنین می‌نویسد: «کارگردانی خوب و یک جفت ستاره بسیار تماشایی هر کس جز تو را علی‌رغم داستانی نه چندان جالب، به یک سرگرمی نسبتاً پر انرژی تبدیل کرده‌است.» این فیلم در متاکریتیک که از میانگین وزنی استفاده می‌کند، بر اساس نظر ۲۶ منتقدین امتیاز ۵۲ از ۱۰۰ را کسب کرده که نشان‌گر «نقدهای مختلط یا متوسط» است. تماشاگرانی که توسط سینماسکور مورد بررسی قرار گرفتند به فیلم میانگین نمرهٔ "B+" در مقیاس A+ تا F دادند، در حالی که پست‌ترک گزارش داد که تماشاگران فیلم به‌طور میانگین چهار ستاره از پنج ستاره به فیلم داده‌اند و ۵۷ درصد گفته‌اند که قطعاً آن را توصیه می‌کنند.